# Niveau (outil)
Pour les articles homonymes, voir Niveau.

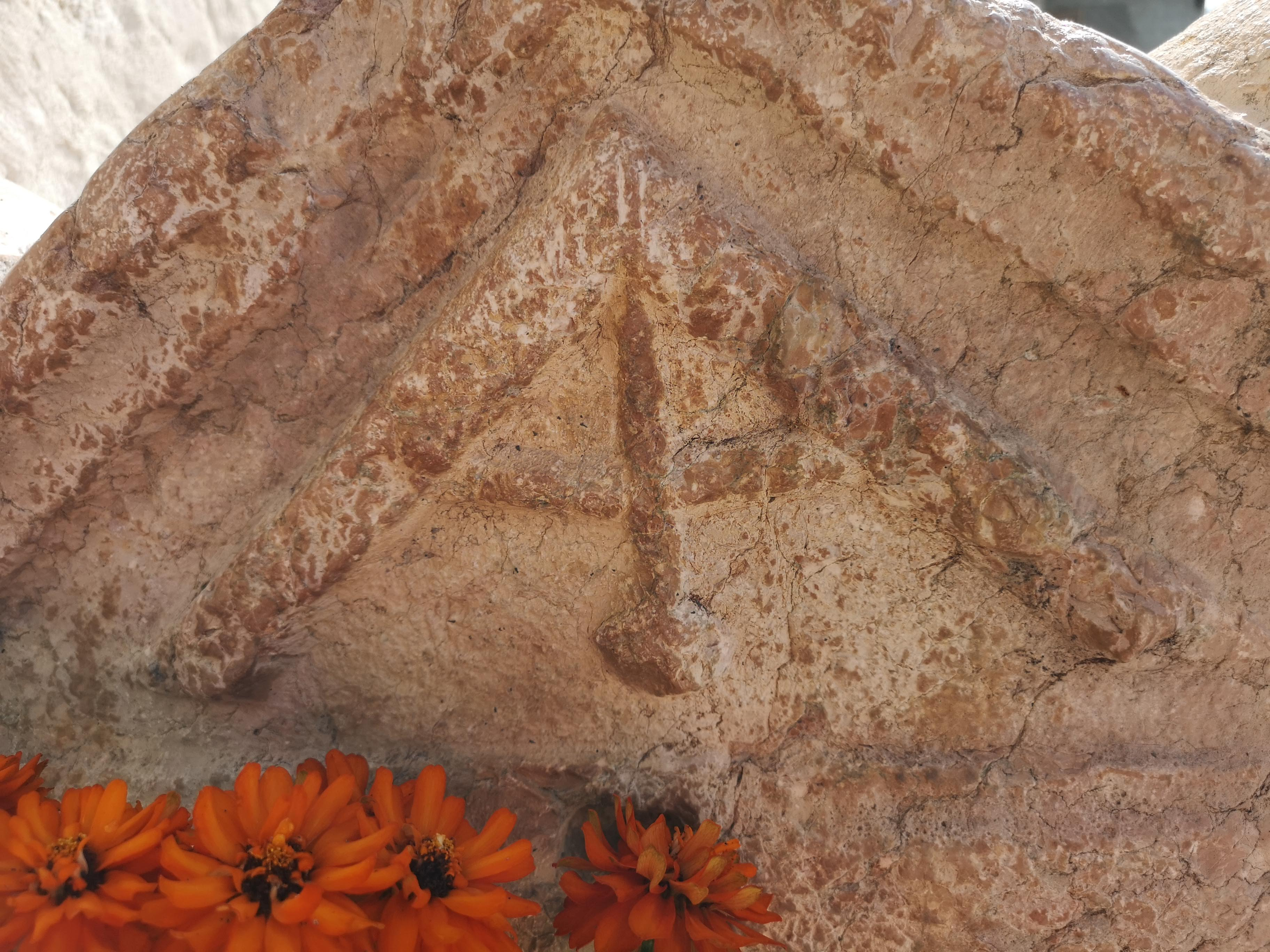
Niveau romain, formé d'une équerre et d'un fil à plomb, gravé sur un couvercle de sarcophage. Faucon-de-Barcelonnette.

Meuble héraldique figurant un niveau de maçon ou de charpentier.

Différents outils et instruments portent le même nom. Ils servent à calculer, à établir ou à vérifier des plans horizontaux, ou des verticales. Le plus simple est l'association d'une équerre et d'un fil à plomb .
- Niveau à bulle, outil comprenant une ou plusieurs fioles renfermant un liquide et une bulle d'air ;
- Niveau optique, lunette optique à fixer sur un trépied ;
- Niveau laser, appareil faisant appel au laser pour esquisser une ligne servant de référence visuelle ;
- Niveau à eau, instrument reposant sur le principe des vases communicants ;
- Niveau d'angle, instrument servant à mesurer des angles par rapport à la ligne d'horizon ou à la verticale.